# From Gagarin’s Point of View
From Gagarin’s Point of View ist das vierte Album des schwedischen Jazz-Trios Esbjörn Svensson Trio. Es war das erste Album des Trios, das außerhalb Skandinaviens veröffentlicht wurde. Mit der Veröffentlichung des Albums durch das deutsche Label Act und mit Auftritten beim JazzBaltica und in Montreux begann der internationale Durchbruch der Band.

## Titelliste
1. Dating – 5:32
2. Picnic – 5:01
3. The Chapel – 4:11
4. Dodge the Dodo – 5:25
5. From Gagarin's Point of View – 4:03
6. The Return of Mohammed – 6:27
7. Cornette – 4:15
8. In The Face of Day – 6:50
9. Subway – 3:28
10. Definition of a Dog – 6:04
11. Southwest Loner – 4:31

## Inhalt
Der Band ging es darum, „die Musik möglichst im Fluß zu belassen. Da paßte auch der eigenartige Titel dazu, den sich Magnus [Öström] ausgedacht hatte. Gagarin war ja der erste Mensch, der jemals die Erde vom Weltraum aus sehen konnte. Von da oben in der Einsamkeit hatte er den Überblick über all das, was unten passierte. Uns gefiel diese Vorstellung als Titel und Idee des ganzen Albums.“
Alle Stücke sind Eigenkompositionen des Trios. Das Titelstück sowie The Chapel, In the Face of Day, Southwest Loner sind ruhige, atmosphärische Balladen. Insbesondere das Titelstück „macht eindringlich deutlich, warum E.S.T. über ein Jazz-Publikum hinaus Wirkung entfaltete. Sie hatten Lieder mit Refrains und Themen, die fürs Radio passend waren. Sie waren oft ätherisch und sanft, ihre Konturen entsprachen der klassischen Musik“. Subway ist schwerfälliger mit orientalisch anmutenden Bassläufen, Dodge the Dodo ist stark vom Rock beeinflusst mit perkussivem Trommel- und peitschenden Beckenspiel und einem Klavierostinato. Der Bass ist elektronisch verfremdet und übernimmt den Part einer Lead-Gitarre.

## Bewertung
In der britischen Fachzeitschrift Jazzwise erreichte das Album Platz 68 in der Liste The 100 Jazz Albums That Shook the World. Der Rezensent von Nordische Musik lobt das Album: „Die Burschen tollen lustvoll durch Modern Jazz mit Niveau und viel viel »Groooove«: So rhythmusbetont funky, so Pop-verwandt in seinen melodischen Improvisationen spielt sonst kaum ein zweiter Pianist. Auch rumpelnde Beats wie Dodge the Dodo erwartet man nicht gerade von einer Jazzcombo.“
Das Album ist ein Schritt von Svensson, Berglund und Öström hin zu ihrem unverwechselbaren Sound eines lyrisch-melodischen Jazz mit elektronischen Elementen. Es sei, so meint der Rezensent bei jazzmusicarchives.com weniger poliert als die Vorläuferalben und ein Versprechen auf das, was die Band später zeigte. Es ist „bei weitem nicht das beste Album des Trios und immer noch nicht ihr echter Nu Jazz-Sound.“